# 藤原岳守
藤原 岳守（ふじわら の おかもり）は、平安時代初期の貴族。藤原南家巨勢麻呂流、春宮亮・藤原三成の長男。官位は従四位下・近江守。

## 経歴
若くして大学で学ぶが、史伝を読み漁り、たいそう草隷も習ったという。天長元年（824年）より皇太子・正良親王の身近に仕えるが、物事に応対する際の立ち居振る舞いが優雅であるとして、正良親王に重んじられたという。天長3年（826年）内舎人に任ぜられる。
天長10年（833年）正良親王が即位（仁明天皇）すると、右近衛将監次いで内蔵助を務め、承和元年（834年）従五位下に叙せられる。讃岐介・左馬助を経て、承和5年（838年）左少弁に任ぜられるが、耳の不具合で朝議の聴受ができず、弁官の業務遂行が困難となったため、まもなく大宰少弐に転任する。大宰府に赴任中に、唐人の貨物の内容を調査した際に得た元稹と白居易の詩筆を天皇に献上したところ、天皇は非常に喜び、承和6年（839年）従五位上に昇叙された。
その後、左兵衛佐を経て、承和12年（845年）正五位下・左近衛少将、承和13年（846年）従四位下・右近衛中将と昇進するが、承和15年（848年）近江守として地方官に転じる。地方官として任地の人々に慕われ、任期を終えたのちも栄達を望まなかったことから、当時の論者に賞賛されたという。仁寿元年（851年）9月26日卒去。享年44。最終官位は散位従四位下。

## 人物
生まれつき寛大な性格で、取るに足らない官人であっても対面して心を傾けたという。孝行心が篤く、天長7年（830年）に父・三成が没し喪に服した際、哀悼の度が過ぎて、命を落としてしまいそうなほどであった。

## 官歴
『続日本後紀』による。
- 天長3年（826年） 日付不詳：内舎人
- 天長7年（830年） 日付不詳：辞官（父服喪）
- 天長10年（833年） 日付不詳：右近衛将監。日付不詳：内蔵助
- 時期不詳：正六位上
- 承和元年（834年） 正月7日：従五位下
- 承和3年（836年） 日付不詳：讃岐介。日付不詳：兼左馬頭
- 承和5年（838年） 日付不詳：左少弁。日付不詳：大宰少弐
- 承和6年（839年） 正月7日：従五位上
- 時期不詳：左兵衛佐?[2]
- 承和12年（845年） 正月7日：正五位下。正月11日：左近衛少将
- 承和13年（846年） 正月7日：従四位下。正月13日：左馬頭。7月27日：右近衛中将。9月14日：兼美作守
- 承和15年（848年） 2月14日：近江守
- 嘉承4年（851年） 4月1日：出居侍従。9月26日：卒去（散位従四位下）

## 系譜
『尊卑分脈』による。
- 父：藤原三成
- 母：藤原真夏の娘
- 妻：不詳[3]
  - 男子：藤原滋柯